# کارانیس
کارانیس (انگلیسی: Karanis)، که اکنون در کوم اوشیم قرار دارد، شهری کشاورزی در دوره بطلمیوسی و امپراتوری روم بود که در شمال شرق واحه فیوم قرار گرفته است. این محوطه حدود ۶۰ هکتار است و که در دوره اوج خود جمعیتی حدود ۴ هزار نفر را در خود جای داده است. این شهر در دوره بطلمیوس دوم در قرن ۳ پیش از میلاد ایجاد و بنیاد نهاده شد و در دوره آگوستوس و امپراتوری روم گسترش یافت و بازسازی شد. با این حال پس از فتح مصر توسط ساسانیان، این شهر به دلایل نامعلومی تخلیه و رها شد.